# Grå bergastrild
Grå bergastrild (Cryptospiza jacksoni) är en fågel i familjen astrilder inom ordningen tättingar.

## Utseende och läte
Grå bergastrild är en liten och mörk astrild. Den är röd på ryggen och i ansiktet, svart på vingar och stjärt och undersidan är mörkgrå. Könen liknar varandra, men hanen har mer rött i ansiktet. Lätet är ett ljust "tsit". Arten är lik rödsidig droppastrild i storlek och övervägande färgsättning, men har röda flanker och saknar rött i ansiktet. 

## Utbredning och systematik
Fågeln förekommer i bergstrakter från östra Demokratiska republiken Kongo till sydvästra Uganda, Rwanda och Burundi. Den behandlas som monotypisk, det vill säga att den inte delas in i några underarter.

## Levnadssätt
Grå bergastrild hittas i bergsskogar, även i skogsbryn och gläntor. Fågeln har ett anspråkslöst leverne och hittas vanligen i par eller smågrupper.

## Status och hot
Arten har ett stort utbredningsområde, men tros minska i antal, dock inte tillräckligt kraftigt för att den ska betraktas som hotad. Internationella naturvårdsunionen IUCN listar arten som livskraftig (LC).

## Namn
Fågelns vetenskapliga artnamn hedrar Frederick John Jackson (1860-1929), engelsk upptäcktsresande, viceguvernör i Brittiska Östafrika 1907-1911 samt guvernör i Uganda 1911-1917.